# Ramses II (stridsvagn)
Ramses II är en egyptisk huvudstridsvagn som utgör en kraftigt moderniserad version av den sovjetiska T-54/T-55-stridsvagnen. Den utvecklades på 1980-talet av det amerikanska företaget Teledyne Continental Motors (numera General Dynamics Land Systems) på uppdrag av de egyptiska väpnade styrkorna. Syftet var att förbättra eldkraften, rörligheten och skyddet hos de äldre T-54/55-vagnarna för att bättre harmonisera med Egyptens dåvarande flotta av M60A3 Patton-stridsvagnar. Prototypen testades omfattande under 1980- och 1990-talen, men källor är motstridiga kring produktionsomfattningen och tjänstehistorian – vissa anger att upp till 425 vagnar producerades och togs i tjänst, medan andra hävdar att projektet aldrig gick längre än till prototypstadiet.

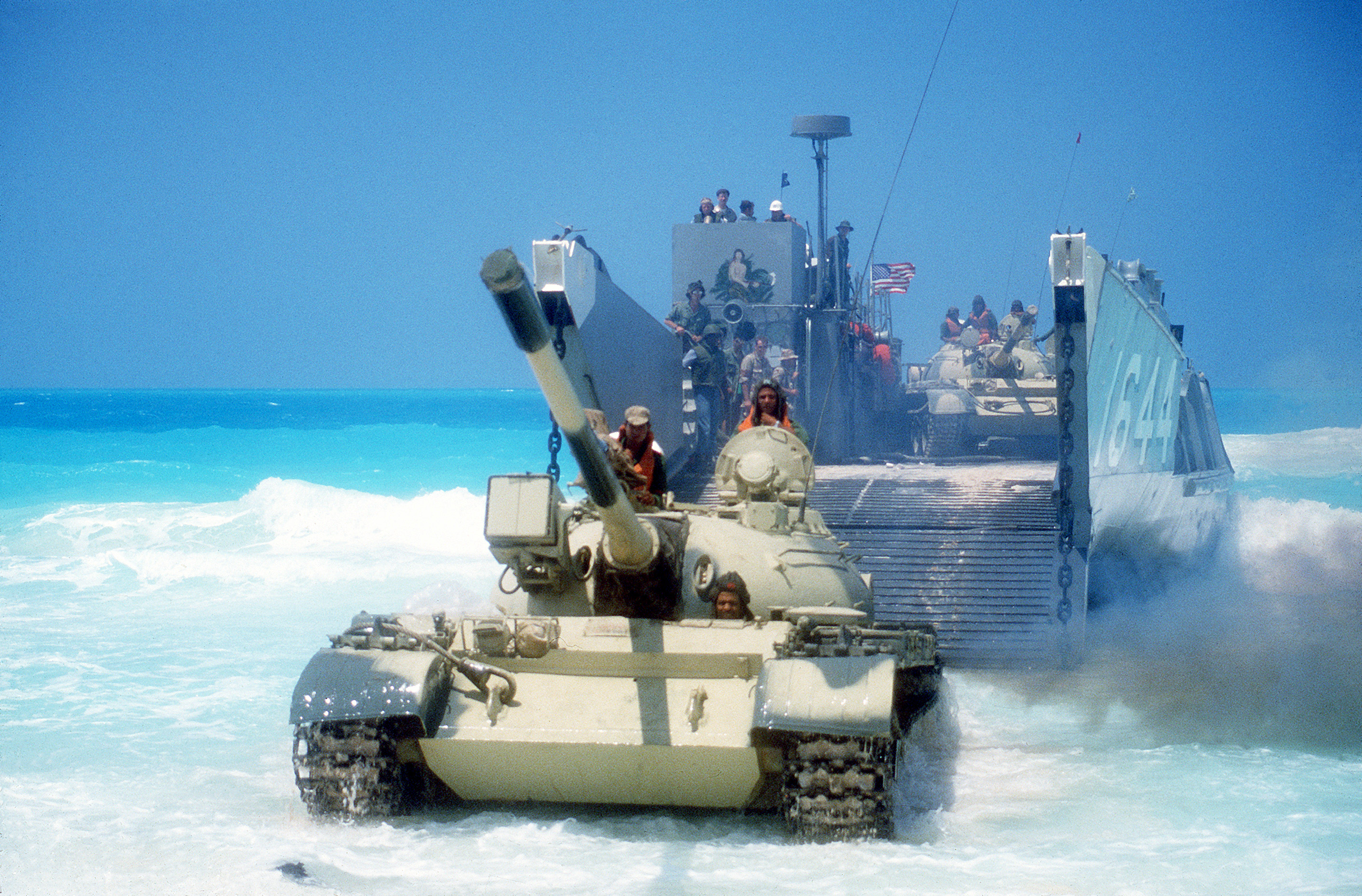
Avlastning av en egyptisk T-55 stridsvagn från LCU-1644 under övningen Klar stjärna 1985

## Bakgrund
Efter Sexdagarskriget 1967 och Yom Kippur-kriget 1973 hade Egypten ett stort antal sovjetiska T-54/55-stridsvagnar i sina lager, totalt över 1 000 enheter. Dessa vagnar hade visat sig sårbara mot västerländsk teknik, och Egypten sökte sätt att uppgradera dem för att förlänga deras livslängd. Under 1970-talet genomfördes mindre uppgraderingar av Västtyskland, inklusive installation av AEG-Telefunken vita/infraröda sökljus och Iskra-laseravståndsmätare, vilket resulterade i beteckningen T-55E Mark 0. Ytterligare moderniseringsprojekt med amerikansk och västtysk hjälp avbröts dock, delvis på grund av anklagelser om korruption och brist på finansiering. Övergången till amerikanska stridsvagnar som M60 och senare M1A1 Abrams underströk behovet av en hybridlösning för de äldre sovjetiska vagnarna.

## Utveckling och produktion
I november 1984 tilldelades Teledyne Continental Motors ett kontrakt för att uppgradera en enskild T-54-vagn med fokus på eldkraft och rörlighet. Prototypen, initialt betecknad T-54E ("E" för Egyptian), skickades till Egypten för tester i januari 1987, vilka slutfördes senare samma år. Ytterligare kontrakt undertecknades 1989 för stödjande tester som genomfördes sommaren 1990. Beteckningen ändrades senare till Ramses II, efter den berömde faraon Ramses II.
Produktionsuppgifterna är motstridiga. International Institute for Strategic Studies (IISS) uppskattade 1991 att 260 vagnar var under uppgradering av totalt 1 040 T-54/55, och att de tjänstgjorde aktivt från 1993 till 2015, med avvecklade enheter i lager till 2018. Andra källor, som militärhistorikern Christopher F. Foss, hävdar att inga serievagnar producerades före 2011 och att endast en prototyp byggdes. Vissa rapporter anger att produktionen startade 2004–2005 med 260 enheter, följt av planer på ytterligare 165, och att upp till 425 vagnar konverterades lokalt vid Egyptian Tank Plant (ETP). Osäkerheten kvarstår in i 2025, med brist på öppna källor och foton av serieproduktioner.

## Konstruktion
Ramses II baseras på T-54-chassit men har omfattande modifieringar. Skrovet förlängdes med nästan en meter för att rymma en ny drivkraftsenhet, inklusive en TCM AVDS-1790-5A turbodieselmotor på 908 hk (677 kW), liknande den i M60A3, kopplad till en Renk RK-304-växellåda. Fjädringen uppgraderades till GDLS Model 2880 hydropneumatiska enheter med M48-hjul, två returhjul per sida och amerikanska band.
Den ursprungliga 100 mm DT-10T-kanonen ersattes med en 105 mm M68-kanon (NATO-standard), med modifierat lås och rekylsystem. Eldledningen inkluderar SABCA Titan Mk1-system med Avimo TL10-T-sikte, laseravståndsmätare, CRT-display, nattvisionsperiskop och automatiska sensorer. Stabilisering tillhandahålls av HR Textron (tidigare Cadillac Gage Textron). Andra uppgraderingar omfattar branddetektering/släckning, NBC-skydd, nytt kommunikationssystem och rökgranatkastare (2x4).
Skyddet motsvarar sent T-55-stålskydd men kan förstärkas med ballistiska plåtar och sidokjolar.

### Specifikationer
| Parameter         | Värde                                                                       |
| ----------------- | --------------------------------------------------------------------------- |
| Längd (med kanon) | 9,6 m                                                                       |
| Bredd             | 3,42 m                                                                      |
| Höjd              | 2,4 m                                                                       |
| Vikt              | ca 48 ton                                                                   |
| Besättning        | 4 (förare, befälhavare, skytt, laddare)                                     |
| Motor             | TCM AVDS-1790-5A turbodiesel, 908 hk (677 kW)                               |
| Växellåda         | Renk RK-304 (4 framåt/4 back)                                               |
| Fjädring          | GDLS Model 2880 hydropneumatisk                                             |
| Toppfart (väg)    | 70 km/h                                                                     |
| Räckvidd          | 530 km                                                                      |
| Huvudbeväpning    | 105 mm M68-kanon (ca 48 patroner)                                           |
| Sekundärbeväpning | 12,7 mm Browning M2HB (ca 700 skott), 7,62 mm SGMT koaxial (ca 4 500 skott) |
| Övrigt            | 8 rökgranater, NBC-skydd, nattvision                                        |

Källor: 

## Operativ historia
Ramses II presenterades officiellt 1990 och deltog i övningar som Bright Star. Enligt IISS tjänstgjorde den från 1993 till 2015, med avveckling till reserv 2018. Andra källor anger inträde 2005, trots att den ansågs föråldrad med ankomsten av M1A1 Abrams (över 1 130 i tjänst 2025). Foss hävdar att inga vagnar togs i tjänst före 2011, och att T-54/55 fasades ut efter mottagandet av 700 M60A1 1990–1992. Inga bekräftade stridsinsatser finns rapporterade, och statusen 2025 förblir oklar med fokus på modernare system som Abrams och potentiella nya förvärv som K2 Black Panther.

## Operatörer
- Egyptiska armén – Antal okänt (0–425 enligt källor; uppskattningsvis 260 i tjänst eller reserv 2015–2018).[1][2][3][6]